# لا سيربينتيني
لا سيربينتيني (بالإنجليزية: La Serpentine)‏ هو أحد جبال سلسلة جبال الألب بينيني وجزء من القمة الأم Pigne d'Arolla يقع في كانتون فاليز, سويسرا. يبلغ ارتفاع الجبل حوالي 3789 متر، بينما يبلغ ارتفاع نتوء الجبل 154 متر.